# Georges Ripert
Pour les articles homonymes, voir Ripert.
Louis Marie Adolphe Georges Ripert, né le 22 avril 1880 à La Ciotat et mort le 4 juillet 1958 à Paris, est un professeur de droit et homme politique français, profondément conservateur, voire réactionnaire, frère du félibre  Émile Ripert. Eminent juriste et auteur de nombreux traités, il devient doyen de la faculté de droit de Paris. 
Après la défaite de 1940 il se rallie au régime de Vichy et devient membre, durant toute la guerre, du Conseil national de Vichy (titre du gouvernement). Ses accointances avec la Révolution nationale le mènent à devenir secrétaire d'État à l'Instruction publique et à la Jeunesse de septembre à décembre 1940. Emprisonné lors de l'épuration, la Haute cour de justice prononce un non-lieu pour actes de résistance. Il est alors réintégré et continue à écrire, principalement des traités conservateurs.

## Avant-guerre
Il est doyen de la Faculté de droit de Paris. À partir de 1933, et en raison de son catholicisme qu'il affiche souvent, il demande à ses étudiants d'accueillir fraternellement les victimes de l'antisémitisme nazi : « J'aime l'étudiant qui, sachant que les jeunes gens de son âge sont dans leur pays chassés de l'Université, à cause de leur race ou de leur religion, fait une place à côté de lui, sur son banc, au camarade qui n'est pas de sa religion ou de sa race ». Il est élu membre de l'Académie des sciences morales et politiques en 1937.
Il enseigne à l'École libre des sciences politiques.

## Sous Vichy
Malgré ses positions contre l'antisémitisme au début des années 1930, Ripert se rallie au régime de Vichy et accepte sa nomination comme secrétaire d'État à l'Instruction publique et à la Jeunesse, poste qu'il conserve du 6 septembre au 13 décembre 1940, avec Joseph Hamel, spécialiste de droit commercial et futur doyen, comme directeur de cabinet. Il demeure durant toute l’Occupation membre du Conseil national de Vichy.
Peu avant l'entrevue de Montoire, il adresse aux recteurs et aux inspecteurs d’académie une circulaire qui détaille les modalités à suivre afin de dresser les listes « des fonctionnaires, hommes et femmes, qui, de notoriété publique ou à votre connaissance personnelle, doivent être, aux termes de l’article 1er  [de la loi du 3 octobre 1940 sur le « statut » des Juifs], regardés comme juifs. » Il procède aux premiers renvois de professeurs juifs de l'Université en application du Statut des juifs. Il signe ainsi la révocation de René Cassin dont il était l'ami avant-guerre et il le fait avec des « attendus infamants » selon l'intéressé. 
Enfin, lorsqu'il ré-édite, en 1943, le Traité élémentaire de droit civil de Marcel Planiol, avec l'aide de Jean Boulanger, dans une version revue et complétée, il justifie les diverses lois sur le statut des Juifs, en déclarant qu'elles ne sont pas de simples conséquences de la « haine raciale », mais celles du « rôle néfaste que certains politiciens et financiers juifs avaient joué sous la Troisième République »,. La ré-édition, en 1946, de ce volume, constitue un revirement de cap, Ripert mentionnant une  « grave atteinte à l’égalité » et l'annulation « en bloc par l’Ordonnance du 9 août 1944 (art. 33) rétablissant la légalité républicaine » (du reste, il est inexact de parler d'annulation en bloc, certaines dispositions sur la nationalité française perdurant plus longtemps).
En 1943, il préface et publie un recueil d'études sur le droit national-socialiste, Etudes de droit allemand - Mélanges Oflag II B (Paris, LGDJ, 1943) lequel inclut des contributions de H. Balazard, C.-A. Colliard, M. Doublet, P.-M. Gaudemet, M. Hubert, Robert Vouin et J. Hamelin. Dans cette préface, Georges Ripert affirme l'importance de l'étude et de la connaissance du système juridique allemand, et ce bien qu'il soit corrompu par le nazisme. Il trouve en ces quelques pages l'occasion de réaffirmer la « richesse scientifique » des doctrines et des droits étrangers, l'importance du droit comparé et envisage la possibilité d'un droit européen supranational en vue d'une organisation économique.

## Après-guerre
Arrêté le 16 novembre 1944, il est libéré le 14 février 1945. Le 21 mai 1947, la Haute Cour de justice prononce un non-lieu en sa faveur pour actes de résistance. 
 C'est vraisemblablement la non-continuation de son poste au secrétariat d'État dans le second gouvernement Laval qui lui vaut d'échapper à l'épuration ; des faits allégués de résistance, aucune note sténographiée du procès n'est établie.
Il est réintégré, à l'Université et à l'Institut, et rédige différents traités, dont un Traité élémentaire de Droit commercial (1948), ou Le Déclin du droit (1949) puis Les Forces créatrices du droit (1955), deux ouvrages profondément réactionnaires qui, entre autres, théorisent l'impératif de l'obéissance aux lois, thème peu en vogue auprès des gaullistes et autres compagnons (communistes et autres) de la Résistance.

## Distinctions
- Officier de la Légion d'honneur (1932)[14]